# Perioda periodnog sustava
U periodnom sustavu elemenata, elementi su raspoređeni u niz vodoravnih redova (perioda) tako da se istovremeno oni sa sličnim svojstvima nalaze u okomitim kolonama. Elementi iste periode imaju isti broj elektronskih ljusaka; sa svakom sljedećom grupom uzduž perioda, elementi imaju jedan proton i elektron više i postaju manje metalni. Ovakvo uređenje prikazuje periodično vraćanje sličnih svojstava kako se redni broj povećava. Primjerice, alkalijski metali se nalaze u istoj skupini i dijele slična svojstva (tendencija za gubljenjem jednog elektrona radi postizanja elektronske konfiguracije plemenitog plina), a redni im se brojevi značajno razlikuju. 
Moderna kvantna mehanika objašnjava periode kao takve pomoću elektronskih ljusaka. Kako atomski broj raste, uz pojedine iznimke, ljuske se pune elektronima redom prikazanim na slici desno. Punjenje svake ljuske odgovara periodi.